# Hokaj
Hokaj (енгл.  — „Oko sokolovo”) je poznati superheroj koji se pojavljuje u Marvelovim stripovima i filmovima. Napravili su ga Sten Li i Don Hek. Hokaj je prvo prikazan kao zlikovac u stripu Tales of Suspense #57 u septembru 1964. godine. Kasnije se priključio Osvetnicima i bio njihov član još od maja 1965.

## Moći
Iako nema supermoći, u odnosu na običnog čoveka Hokaj ima veoma razvijenu kondiciju i snagu. On je veoma dobar mačevalac i pre svega strelac. Još od malena je trenirao i borio se protiv nevolja u gradu. On je takodje i veoma jak, sto je saznao jedan zlikovac kada je pokušao da povuče kanap na luku ali nije uspeo ni da je pomeri, a kamoli da je zategne dovoljno jako da ispali strelu. Značajno je i to što ga je trenirao Kapetan Amerika pa je zbog toga u dobroj kondiciji. Veoma je spretan sa vatrenim oružjem, naročito sa lukom i strelom, ali može se reći da je spretan i sa hladnim oružjem, na primer katanom. U mogućnosti je da skoro svaki objekat pretvori u svoje oružje kako bi se borio protiv zla. Koristio je tanjire, novčić i štap za izradu oružja.

## Marvelov filmski univerzum
U Marvelovom filmskom univerzumu, Hokaja glumi Džeremi Rener.
- Tor (2011)
- Osvetnici (2012)
- Osvetnici: Era Altrona (2015)
- Kapetan Amerika: Građanski rat (2016)
- Osvetnici: Kraj igre (2019)
- Hokaj (TV serija) (2021)

## Spoljašnje veze
- Clinton Barton (Earth-616) at the Marvel Database Project
- Hawkeye (comic book character) at Comic Vine